# Schloss Affecking

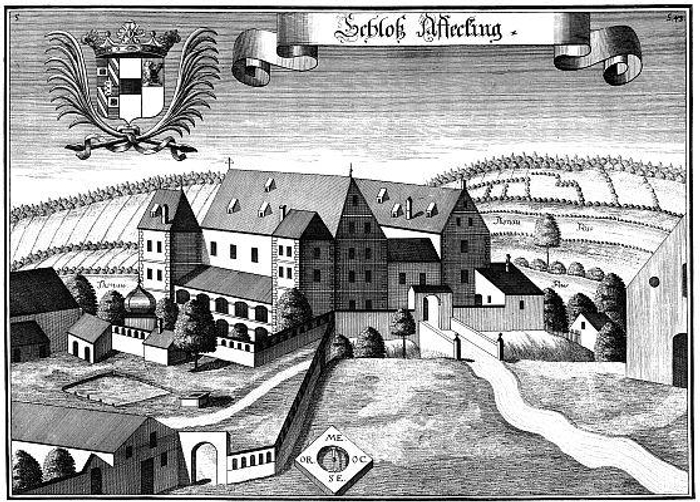
Schloss Affecking nach einem Stich von Michael Wening um 1700

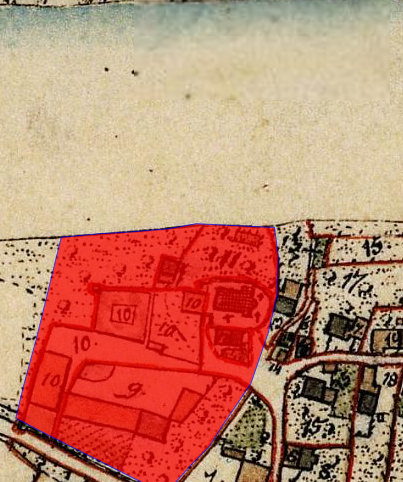
Lageplan von Schloss Affecking auf dem Urkataster von Bayern

Das abgegangene Schloss Affecking befand sich in Affecking, heute ein Stadtteil der Stadt Kelheim im niederbayerischen Landkreis Kelheim. Das Schloss lag westlich der Pfarrkirche Heilig Kreuz am Südufer der Donau.  An der Stelle des ehemaligen Schlosses befindet sich heute ein Friedhof. Die Anlage wird als Bodendenkmal unter der Aktennummer D-2-7037-0180 im Bayernatlas als „untertägige mittelalterliche und frühneuzeitliche Befunde im Bereich des abgegangenen Schlosses in Affecking, zuvor mittelalterliche Burg, sowie der Kath. Nebenkirche und ehem. Schlosskapelle Hl. Kreuz mit zugehörigem Friedhof, darunter die Spuren von Vorgängerbauten bzw. älteren Bauphasen“ geführt.

## Beschreibung
Die ursprünglich auf dem Schlossbuckel sich befindliche Burg der Affeckinger bestand vermutlich nur aus einem Wohnturm. Ende des 14. Jahrhunderts ist in einer Urkunde von 1388 der Ecker zu Eggmühl von einer „Festen Auekking“  die Rede. Auf einer Karte aus der ersten Hälfte des 17. Jahrhunderts ist hier ein Burggebäude mit zwei Scharwachthäuschen zu erkennen, südlich vorgelagert sind die Burgkapelle zum Hl. Kreuz und ein Amtmannhaus. Umgeben war die Anlage von einem Graben.
Kurz vor dem Dreißigjährigen Krieg ließ der damalige Besitzer Hans Adam von Königsfeld hier ein Schloss errichten, das 1630 fertiggestellt, aber bei einem Einfall der Schweden 1632/33 schwer beschädigt wurde. Wie die Darstellung von Michael Wening zeigt, wurde das Schloss aber wieder errichtet. Damals bestand es aus zwei Gebäuden, die von steilen Zeltdächern bedeckt und mit einem Zwischentrakt miteinander verbunden waren. Dem südlichen Gebäude waren zwei Türme vorgebaut, die durch eine Reihe zweistöckiger Arkaden verbunden waren. Der Zugang zu dem Schloss führt über eine Brücke und einen Graben, dahinter wird der Gebäudekomplex durch Mauern geschützt.
Das Schloss kam 1726 in den Besitz des Klosters Weltenburg; sein Ende erfolgte 1803 im Zuge der Säkularisation. Das Gut bestand damals aus dem Schlossgebäude, einem Getreidestadel, einem neu erbauten Stall, einem alten Stall, einem sechs Klafter tiefen Brunnen, einem 5 1/8 Tagwerk großen und mit einer Mauer umschlossenen Garten, den Donauwiesen, 172 ¼ Tagwerk an Äckern, 21 ¼ Tagwerk Wiesen und 50 Tagwerk Wald. Der bayerische Staat verkaufte 1803 das Schloss um 17.200 fl an die Gebrüder Kern aus Sachsen, die hier eine Zichorienfabrik eröffnete, die aber durch die Napoleonischen Kriege 1811 bankrottging. 1820 wurde das Schloss auf Abbruch verkauft. 1823 war nur noch das aus Quadersteinen erbaute Erdgeschoss mit seinen Fenster- und Türgewänden erhalten. Diese Reste erwarb ein Anton Reitter, Pächter der königlichen Weißbierbrauerei, das Steinmaterial verwendete er zur Herstellung eines Neubaus auf dem jenseits der Donau gelegenen Goldberg.
Reste des Schlosses sind in landwirtschaftlichen Gebäuden auf dem Schlossbuckel erhalten. Unter einem der Kirche benachbartem Wohnhaus ist ein mit Sandsteinquadern gewölbter Keller vorhanden und die Haustüre dieses Gebäudes wird von einem wappengezierten Türstock des alten Schlosses geschmückt.

## Geschichte
Affecking wird erstmals in einer Schenkungsurkunde des B(P)runo von Affecking, Marschall und Rat von Kaiser Heinrich III., in der Mitte des 11. Jahrhunderts an das Kloster Weltenburg genannt. Mit dieser Schenkung erwirbt er das Recht, als Konverse in das Kloster einzutreten. Die Herren von Affecking werden bis 1336 genannt, der letzte dieses Geschlechts wird ein Ulrich gewesen sein. Ihm folgt bereits 1314 ein Konrad, genannt Kohnhut, bevor der Besitz an die Ecker von Egg gelangt. Der erste aus dieser Familie ist Peter von Eck († 1357), gefolgt von seinem Sohn Ulrich und dessen Sohn Georg. 1388 verkaufen diese einen Hälfteanteil von Affecking an Wilhelm den Frauenberger zu Haag, dem Schwager von Ulrich von Eck. 1410 erheiratet sich Gebhard Judmann durch die Ehe mit Elisabeth, einer Tochter des Weinmar von Eck, Affeckting. Gebhard Judmann ist  1419 Pfleger auf Randeck und 1430 Hauptmann zu Regensburg. Der letzte aus dieser Familie ist sein Sohn Hans († 1497). Auf diesen folgen Mitglieder der Familie der Raidenbucher. 1446 hatte Hans von Raidenbuch eine Tochter des Gebhard Judmann geheiratet. Sein Sohn Wilhelm von Raidenbuch erhält von seinem Vater Affecking. Durch die Heirat mit einer geborenen Nothafft fällt ihm auch Herrngiersdorf zu. Nach seinem Tod († 1523) fällt der Besitz an seinen Enkel, Ulrich von Raidenbuch zu Affecking und Giersdorf. Von diesem werden Schloss und Hofmark Affecking an Ulrich Pusch zu Vilsheim und Oberlauterbach verkauft. Dessen Söhne Wolf Gabriel und Wolf Franz veräußern Affecking 1564 an Kärntner Adeligen Christoph von Keutschach. Dessen Tochter Anna Barbara heiratete 1593 Hans Ulrich von Königstein und bei dieser Familie verblieb Affecktng bis 1653. In diesem Jahr kauft Philipp Goswin von Seiboldsdorf Affecking, nachdem er die Witwe Maria Elisabeth, geb. von Taufkirchen, des Hans Adam von Königstein geehelicht hatte.
1675 verkauft er seinen Besitz an Johann Nikolaus Bernhard von Eck, der Maria Anna Sylvia von Königsfeld geheiratet hatte. Deren Tochter Barbara Pauline verehelichte sich 1686 mit Johann Albert Nothafft von Weißenstein. Dieser verkauft 1726 Schloss und Hofmark Affecking an das Kloster Weltenburg. Hier verbleiben die Besitzungen bis zur Säkularisation 1803, danach fällt alles an den Staat Bayern, der danach den Verkauf und die Zerstörung von Schloss Affeckting betrieb.